# Воронцов, Андрей Венедиктович
Андрей Воронцов (род. 11 марта 1961, Солнечногорский район, Московская область) — русский прозаик, критик и публицист, преподаватель и популяризатор литературного творчества.

## Биография
Отец — офицер Советской Армии, мать — библиотекарь. По материнской линии принадлежит к старинному русскому княжескому роду Войно.
Детство провёл в военных гарнизонах от Закарпатья до Забайкалья. В 1978—1981 гг. учился в Московском медицинском училище № 17. До 1987 г. работал фельдшером на скорой помощи в Москве и в Подмосковье, одновременно учился на дневном отделении Литературного института им. Горького, который окончил в 1986 г.
С 1987 г. работал редактором в журналах «Октябрь» и «Советский Союз» / «Новая Россия»; заместителем главного редактора в «Московском журнале» и журнале «Русский дом»; заведующим отделом прозы журнала «Наш современник»; шеф-редактором, обозревателем «Литературной газеты»; главным редактором издательства «Алгоритм»; заместителем главного редактора журнала «Москва»; доцентом Литературного института им. Горького, руководителем двух семинаров прозы и Курсов литературного мастерства при Высших литературных курсах; заведующим кафедрой литературы в Московском государственном институте культуры. Читает лекции по литературному мастерству в московском Государственном университете просвещения.
Член Союза писателей СССР, преобразованного в Международное сообщество писательских союзов (1994). Член Союза писателей России (1994). С 2004 — секретарь Правления Союза писателей России. Сопредседатель регионального отделения СП России в Республике Крым (с 2014). Член редколлегии журнала «Дон». Член Общественного совета журнала «Наш современник» (2001—2002, 2008—2024 гг.). С 2013 по 2022 — руководитель первых в России и за рубежом дистанционных (интернет) курсов литературного мастерства на основе системы Moodle.
Творчество
Начал печататься с 1985, будучи студентом Литинститута (альманах «Истоки», рассказ «Одно дежурство в ноябре»). В 1987, в № 12 журнала «Октябрь» опубликован рассказ А. Воронцова «Встреча». Первую книгу прозы «Победитель смерти» выпустил в 1989 (тираж — 50 тыс. экз.).
Автор первого художественного романа о Михаиле Шолохове, выдержавшего с 2003 г. 7 изданий (под названиями «Огонь в степи», «Шолохов», «Михаил Шолохов»). А. Воронцову принадлежит наибольшее количество статей в Шолоховской энциклопедии (М., Синергия, 2012) — 18. Автор романов «Тайный коридор», «Необъяснимые правила смерти», «Называйте меня пророком» («Будущее не продается»), «Последний хеллувин маршала», «Корабль в пустоте» (версия 2023 г. - «Этрусское не читается»), историко-публицистические книги «Почему Россия была и будет православной», «Крещение Руси», «Православие и католицизм», «Неизвестная история русского народа». Две книги А. Воронцова — романы «Тайный коридор» и «Называйте меня пророком» — вошли в «Библиотеку русской литературы на китайском языке» в 50 томах, от Достоевского до наших дней (Пекин, «Массы», 2018, 2019).
Отзывы на творчество Воронцова оставляли Владлен Котовсков, Ирина Стрелкова, Лилиана Проскурина, Николай Ивеншев, Валентин Курбатов, Николай Ивеншев, Николай Крижановский, Владимир Чакин.
Подготовил к печати и издал сборник «Михаил Осипович Меньшиков».

## Литературные премии
- Премии журнала «Наш современник» (2000, 2013); https://litinstitut.ru/content/voroncov-andrey-venediktovich (раздел: "Достижения и поощрения (премии, награды, почетные звания")
- Булгаковская премия (2004); https://gudok.ru/newspaper/?ID=765786
- Премия, диплом I степени и юбилейная медаль Президиума ЦК КПРФ «за большой вклад в дело пропаганды жизни и творчества… Михаила Александровича Шолохова» в романе «Шолохов» (2005); https://litinstitut.ru/content/voroncov-andrey-venediktovich
- Кожиновская премия (2009) https://litinstitut.ru/content/voroncov-andrey-venediktovich (раздел: "Достижения и поощрения (премии, награды, почетные звания")
- Общероссийская премия «За верность Слову и Отечеству» им. Антона Дельвига за роман «Шолохов» (2014); https://lgz.ru/article/delvig-vysshey-proby/; видео вручения:  http://www.youtube.com/watch?v=Cnu11JeX5gA (с 19.10 мин. по 25.47).
- Государственная премия Республики Крым по литературе за книгу «Михаил Осипович Меньшиков» (Постановление Президиума Государственного совета Республики Крым № п408-2/21 от 14.12.2021).https://crimea-news.com/politics/2021/12/14/870214.html
- Премия журнала «Москва» (2023).https://moskvam.ru/news/new_635.html
- Патриаршая литературная премия имени святых равноапостольных Кирилла и Мефодия "за значительный вклад в развитие русской литературы" (2025) https://izdatsovet.ru/news/detail.php?PAGE_NAME=detail&SECTION_ID=2358&ELEMENT_ID=217018&ID=216983